# إميليا جودرينيس
إميليا جودرينيس (باللاتفية: Emīlija Gudriniece)، كيميائية لاتفية الأصل تخصصت في مجال التصنيع العضوي. حيث ركزت على الاستخدام العلمي للمواد والفوراسيلين المصنع، والذي فازت بسببه بإحدى جوائز بلدها. جودرينيس كانت من الأوائل الذين أدركوا إمكانية استخدام الزيوت النباتية كوقود حيوي وبدأت دراسة عن تكرير وتنقية زيت بذور اللفت في لاتفيا. عملت جودرينيس أيضًا كناشرة وقامت بالتحرير لمجلة لاتفيا للكيمياء، ونشرت كتابًا باللغة اللاتفية عن طرق التخليق العضوي وحصلت من خلاله على العديد من الجوائز والتقدير العلمي لعملها.

## السيرة الذاتية
وُلدت جودرينيس في 3 أغسطس 1920 في منطقة ريزكن في لاتفيا. ونشأت في قرية كروموني الزراعية ثم تابعت إلى جامعة لاتفيا لتتخرج منها عام 1948 بشهادة في الهندسة الكيميائية. بدأت جوردينيس عمل التخرج في عام 1949، مكللة إياه بحصولها على درجة الترشيح في العلوم الكيميائيةعام1952.
خلال هذا الإطار الزمني، فازت جوردينيس ببطولة الدراجات النارية للسيدات في لاتفيا مرتين في عامي 1949 و1953. وتم تعيينها في ذلك العام كأستاذ مساعد في كلية الكيمياء بجامعة لاتفيا حتى عام 1958. وفي عام 1959 انتقلت إلى قسم التكنولوجيا الكيميائية في معهد ريغا للفنون التطبيقية لبدء دراساتها للحصول على درجة التأهيل، والتي أكلمتها من معهد نسميانوف للعناصر العضوية المركبة في موسكو في عام 1960، وبعد الانتهاء من دراستها العليا، أصبحت جودرينيس أستاذة بروفيسور في كلية ريغا للعلوم التطبيقية في عام 1961.  كذلك أسست قسم التخليق العضوي والتكنولوجيا الحيوية في عام 1963 في كلية الفنون التطبيقية وترأست هذا القسم لمده 27 عاًم.
ركزت الأبحاث الأساسية لجودرينيس على التخليق العضوي والاستخدام العملي لهذه المواد في صناعة الأدوية ومستحضرات التجميل. كذلك قامت بتخليق مادة الفوراسيلين وتطوير استخدامها من أجل الاهداف الصناعية، ومن خلال تلك الأبحاث حصلت على جائزة الجمهورية السوفيتية الاشتراكية اللاتفية في عام 1957.  درست أيضًا نترتة الكلوروميثيل (chloromethylated nitration)، والسلفنة (sulfonation)، وتفاعلية ثنائيات الكيتونات 1,3 الحلقية (diketones)،[ ناشرة لأكثر من 600 تقرير علمي عن الكيمياء النظرية والتركيبية للمركبات الحلقية غير المتجانسة ومركبات 1,3 داي كاربونيل.
ركزت أحدث أعمالها على دراسات متعددة لزيت بذور اللفت في محاولة لتطوير تقنيات فصل الدهون وتكرير زيت بذور اللفت لاستخدامها في الصناعة في لاتفيا.كانت واحدة من أوائل من تعرفوا على استخدام الزيوت النباتية كوقود الحيوي. عملت أيضًا في هيئة التحرير للمجلة اللاتفية لعلوم الكيمياء وفي وقت وفاتها، شاركت في تأليف كتاب باللغة اللاتفية حول طرق التخليق العضوي. حصلت جودرينيس على العديد من الأوسمة والجوائز بما في ذلك جائزة جوستاف فاناجس (Gustavs Vanags)[lv] للكيمياء في عام 1972،[1] ميدالية فلاديمير فاسيليفيتش شيلينتسيف (Vladimir Vasilevich Chelintsev)[ru] التذكارية، تم انتخابها في أكاديمية العلوم اللاتفية في عام 1978، عالمة ذو فخر لولاية لاتفيا عام 1996، بروفيسيور ذو فخر من جامعة ريغا التقنية في عام 2000، ميدالية بولس فالدينز(Pauls Valdens) في عام 2000، وجائزة جريندكس(Grindex) لمساهماتها في التعليم عام 2003.
توفيت في 4 أكتوبر 2004، في ريغا، لاتفيا. 